# DME

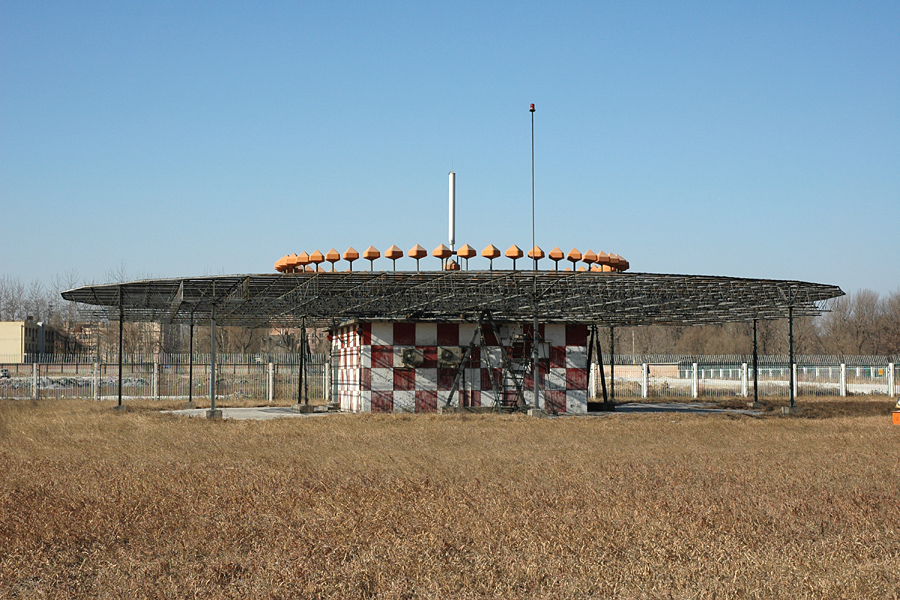
Наземна станція D-VOR/DME

Дáльномíрне облáднання (англ. distance measuring equipment (DME) є системою визначення відстані від радіопередавача до об'єкта на основі визначення затримки часу поширення радіохвиль у діапазонах VHF/UHF.
Винайдено в Австралії Джеймсом Джерандом (James "Gerry" Gerrand) під егідою організації CSIRO. Інший варіант у діапазоні 200 MHz VHF було розроблено компанією Amalgamated Wireless Australasia Limited на початку 1950-х рр. Внутрішнє позначення даної технології в Австралії фігурувало як DME(D) (Domestic), а вже згодом ICAO прийняло міжнародне позначення DME(I). 
DME за принципом роботи схожа до вторинного радара, тільки у зворотному порядку взаємодії. Система отримала розвиток на базі військової технології часів 2 СВ «свій-чужий» IFF (identification friend or foe). DME є зворотно сумісний з дальномірним компонентом системи TACAN.

## Специфіка роботи
Повітряне судно використовує DME для визначення власної віддалі від/до наземного передавача, надсилаючи та отримуючи імпульсні пари ― два сигнали з визначеною довжиною та інтервалом. Наземні станції здебільшого поєднані із системами VOR та ILS. Малопотужний DME може спарений з радаром глісади ILS, де використовується для надання точних даних в процесі заходу та посадки, схоже до того, як це здійснюється засобом маркерних маяків ILS.
Типове обладнання DME для маршрутної навігації чи в режимі терміналу має 1 максимальну потужність імпульсу 1 кВт у визначеному УКХ-діапазоні.

## Апаратура
Система DME складається з УКХ-приймача/передавача (запитувач) в ПС та УКХ-транспондер на землі.

Дисплеї відстаней DME та напрямків VOR/ADF в кабіні літака

## Синхронізація
РЕЖИМ ПОШУКУ: 150 пар імпульсних запитів на секунду.
Борт опитує наземний передавач засобом надсилання серії парних імпульсів (запитів) і, після визначеного проміжку (типово 50 мс), наземна станція відповідає тією ж послідовністю сигналів. Приймач DME в літаку сканує ефір на пари-відповіді з землі (X-mode, проміжки 12 мс) з визначеним інтервалом та певною послідовністю. Імпульсні пари, що не збігаються (тобто несинхронізовані), кваліфікуються як невідповідні та ігноруються.
РЕЖИМ СТЕЖЕННЯ: менш ніж 30 пар імпульсних запитів на сек, оскільки середня кількість імпульсів в обох режимах обмежена 30-ма на сек.
Бортовий опитувач фіксується на наземній DME станції щойно встановлена відповідність пар сигналів за проміжками та інтервалами. Після фіксації сеансу зв'язку вікно пошуку радіосигналів звужується.

## Визначення відстані
Радіосигналу потрібно орієнтовно 12,36 мс для подолання 1 морської милі для радіолокації об'єкта та для відправлення сигналу назад (так звана радарна миля). Різниця часу між запитом та відповіддю, мінус 50 мс затримки наземного обладнання, визначається часовими алгоритмами опитувача і надалі подається як визначена у морських милях відстань (slant range) з показом на дисплеї.
Для визначення відстані використовується формула D = S x T (Швидкість х Час). За швидкість береться стала швидкість світла (~ 300 000 км/с). Час для формули визначається загальний час мінус затримка Тф= (Т – 50 µс)/2.

## Точність
Точність наземних систем DME становить 185 м (± 0,1 мор.миль). Важливо розуміти, що система подає фізичну відстань від борта до передавача. Ця відстань не враховує схилення (slant range), так як тригонометрично залежна від висоти борта над передавачем та горизонтальної віддалі по землі.
Наприклад, борт знаходиться просто над DME станцією на висоті 1 морська миля (1852 м) і показник відстані повинен показати відстань в 1 милю. Технічно борт на відстані 1 милю, просто над головою. Однак в таких випадках часто виникають похибки у замірюванні, в зв'язку з надмалою відстанню до наземної станції. Світові стандарти FAA, EASA, ICAO закладають покази радіонавігаційних засобів відомі допуски похибок. Обладнання підлягає регулярному контролю та калібрації для забезпечення точності замірів. ICAO рекомендує точність, що не перевишує суму 0,25 nmi плюс 1,25% заміреної відстані.

## Продуктивність
Пересічний транспондер здатен забезпечити інформацією від 100 до 200 бортів одночасно. За умови більшого числа бортів транспондер переходить в режим обмеженої чутливості (віддалені сигнали не обслуговуються).

## Параметри та ідентифікація
Частоти для роботи DME знаходяться у VOR-діапазоні (передача 962-1213 МГц, приймання 1025-1150 МГц). 
Діапазон розділений на 126 каналів для запитів  і стільки ж для відповідей. Частоти через 63 МГц, 1 МГц для відокремлення, ширина спектру ― 100 кГц.
Проміжки для сигналів ― 12 мс по каналу X (запит), 30 мс ― Y (відповідь).
Обладнання DME ідентифікує себе звукового сигналу коду Морзе на частоті 1,35 кГz повідомленням у три літери. Якщо система поєднана з VOR/ILS, тоді використовуватиметься код старшої системи. Однак окремо DME відокремлено транслюватиме сигнал на частоті 1,35 кГц, в той час VOR чи ILS ― 1,02 кГц.

## TDME
Позначається як TDME в навігаційних картах. Видає нульове значення на порозі ЗПС, незалежно від фізичного розташування апаратури. Працює у зв'язці з ILS чи іншим устаткуванням для заходу на посадку.

## Перспективи
Система DME позиціонується для використання в майбутньому як допоміжне та дублююче джерело навігаційної інформації для систем GPS and Galileo.

## Поклики
- DME Basics [Архівовано 4 січня 2017 у Wayback Machine.]
- UK Navaids Gallery with detailed Technical Descriptions of their operation [Архівовано 12 грудня 2018 у Wayback Machine.]
- Flash based instrument simulator with DME [Архівовано 18 вересня 2018 у Wayback Machine.]
- U.S. National Aviation Handbook for the VOR/DME/TACAN Systems [Архівовано 6 жовтня 2018 у Wayback Machine.]
- ICAO Annex 10 Volume 1 International Standards & Recommended Practices [Архівовано 26 вересня 2007 у Wayback Machine.]